# Max Sachsenheimer
Max Heinrich Sachsenheimer, né le 5 décembre 1909  et mort le 2 juin 1973, est un militaire allemand, Generalmajor, durant la Seconde Guerre mondiale.
Il a été notamment décoré de la croix de chevalier de la croix de fer avec feuilles de chêne et glaives et de la croix allemande en or.